# Shungnak
Shungnak és una població dels Estats Units a l'estat d'Alaska. Segons el cens del 2007 tenia 266 habitants.

## Demografia
Segons el cens del 2000, Shungnak tenia 256 habitants, 56 habitatges, i 51 famílies La densitat de població era d'11,8 habitants/km².
Dels 56 habitatges en un 66,1% hi vivien nens de menys de 18 anys, en un 53,6% hi vivien parelles casades, en un 16,1% dones solteres, i en un 8,9% no eren unitats familiars. En el 7,1% dels habitatges hi vivien persones soles l'1,8% de les quals corresponia a persones de 65 anys o més que vivien soles. El nombre mitjà de persones vivint en cada habitatge era de 4,57 i el nombre mitjà de persones que vivien en cada família era de 4,53.
Per edats la població es repartia de la següent manera: un 48,4% tenia menys de 18 anys, un 8,6% entre 18 i 24, un 23,8% entre 25 i 44, un 12,9% de 45 a 60 i un 6,3% 65 anys o més.
L'edat mediana era de 19 anys. Per cada 100 dones de 18 o més anys hi havia 103,1 homes.
La renda mediana per habitatge era de 44.375 $ i la renda mediana per família de 41.000 $. Els homes tenien una renda mediana de 25.750 $ mentre que les dones 33.750 $. La renda per capita de la població era de 10.377 $. Aproximadament el 21,7% de les famílies i el 35,8% de la població estaven per davall del llindar de pobresa.

## Poblacions més properes
El següent diagrama mostra les poblacions més properes.